# Spreitenbach
Spreitenbach (schweizerdeutsch: ˈʃpræːitəˌbɑχ) ist eine Einwohnergemeinde im Schweizer Kanton Aargau. Sie gehört zum Bezirk Baden und liegt südöstlich des Bezirkshauptorts im mittleren Limmattal, unmittelbar an der Grenze zum Kanton Zürich.

## Geographie
Das Dorf liegt auf halbem Weg zwischen Baden und Zürich auf der Südseite der Limmat. Das Siedlungsgebiet erstreckt sich über die weite Ebene zwischen dem Fuss des Heitersbergs und dem Flussufer. Der alte Dorfkern von Spreitenbach, durch den der Dorfbach fliesst, liegt am südlichen Rand der Siedlung und hat seinen ursprünglichen Charakter zu einem nennenswerten Teil bewahrt. Nördlich davon liegt der moderne Teil mit weitläufigen Wohnquartieren, Hochhäusern, Gewerbezonen, Sportanlagen und Einkaufszentren. Ganz im Norden befindet sich, durch die Autobahn und die Eisenbahnlinie von der übrigen Siedlung getrennt, in einer Flussschlaufe der Limmat die ausgedehnte Industriezone Neuhard. Am Fluss entstand 1867 das Wasserkraftwerk Kessel-Spreitenbach für den Betrieb einer Spinnereifabrik. Seit dem Bau des Kraftwerks Wettingen liegt die Limmat bei Spreitenbach in dessen Staugebiet. Das Flussufer auf Gemeindegebiet gehört teilweise zum Areal der geschützten Auenlandschaft an der Limmat. Im östlichen Teil der Ebene erstreckt sich der Rangierbahnhof Limmattal. Nahe der Limmat betreibt das AEW das Unterwerk Hardrütenen.
Der Dorfbach nimmt im alten Dorfzentrum mehrere Bäche auf, die im steilen Waldgebiet am Nordabhang des Heitersbergs entspringen; darunter sind der Wilebach, der Ägelseebach und der Tobelächerbach. Am Wilebach liegt der Chlosterweiher (oder Franzosenweiher) in unmittelbarer Nähe der Gemeindegrenze zu Dietikon. Das Biotop Altes Bad setzt sich zusammen aus einem Teich und einem Feuchtgebiet mit grossem Pflanzenreichtum. Die Gemeinde hat dieses Gebiet mit dem angrenzenden Waldstück als Naturschutzzone ausgeschieden. Zum Namen kam der Weiher, weil die napoleonischen Truppen dort lagerten, bevor sie beim Kloster Fahr die Limmat überquerten. Rund zwei Kilometer westlich des Dorfes liegt auf dem Hochplateau des Heitersbergs in einer grossen Rodungslichtung der gleichnamige Weiler.
Die Fläche des Gemeindegebiets beträgt 860 Hektaren, davon sind 306 Hektaren bewaldet und 338 Hektaren überbaut. Höchste Stelle ist das Waldgebiet Berg nahe der Heitersberg-Passhöhe auf 672 m ü. M., die tiefste Stelle liegt auf 385 m ü. M. an der Limmat. Nachbargemeinden sind Würenlos im Norden, Oetwil an der Limmat im Nordosten, Dietikon im Osten, Bergdietikon und Bellikon im Süden, Remetschwil im Westen sowie Killwangen im Nordwesten.

## Geschichte

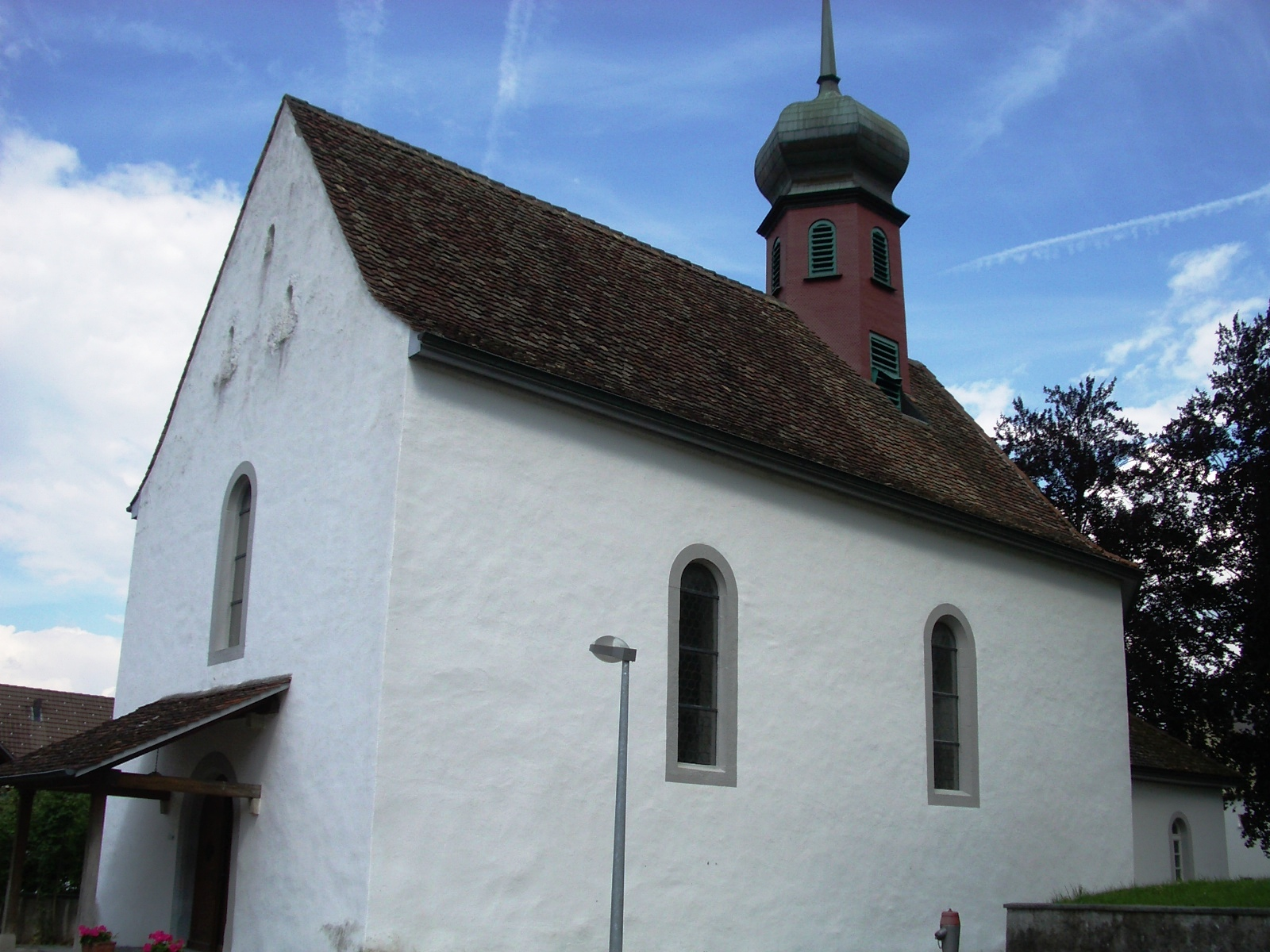
Alte Kirche, 1184 erstmals erwähnt

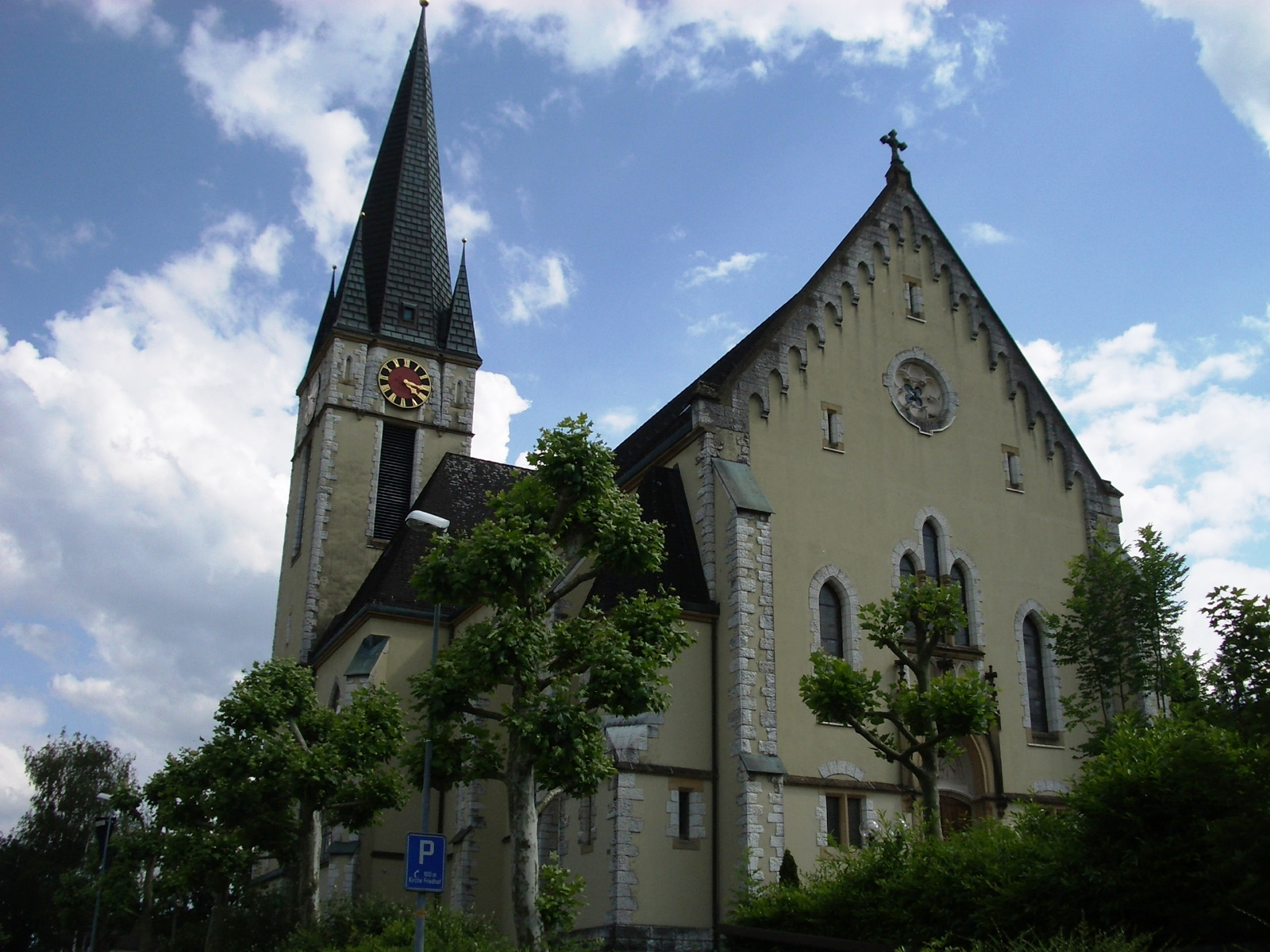
Neue katholische Kirche von 1904

Verschiedene archäologische Funden deuten auf eine Besiedlung während der Mittelsteinzeit und der Jungsteinzeit hin. Die erste urkundliche Erwähnung von Spreitinbach erfolgte im Jahr 1124. Der Ortsname stammt vom althochdeutschen (ze demo) spreiten bahhe und bedeutet «beim sich ausbreitenden Bach». Neben zahlreichen Klöstern waren vor allem die Ritter von Schönenwerd (bei Dietikon) bedeutende Grundbesitzer. Diese mussten zwischen 1274 und 1287 alle ihre Güter an das Kloster Wettingen verkaufen, das damit zum bedeutendsten Grundherrn des Dorfes aufstieg. Landesherren und Inhaber der Blutgerichtsbarkeit waren die Habsburger.
1415 eroberten die Eidgenossen den Aargau. Spreitenbach war nun Teil des Amtes Dietikon in der Grafschaft Baden, einer Gemeinen Herrschaft. 1541 erwarb das Kloster Wettingen die niedere Gerichtsbarkeit von der Familie Effinger. 1670 und 1785 zerstörten Dorfbrände zahlreiche Häuser. Im März 1798 nahmen die Franzosen die Schweiz ein und riefen die Helvetische Republik aus. Spreitenbach war zunächst eine Gemeinde im kurzlebigen Kanton Baden, seit 1803 gehört sie zum Kanton Aargau.

Spreitenbach, historisches Luftbild von 1923, aufgenommen aus 300 Metern Höhe von Walter Mittelholzer

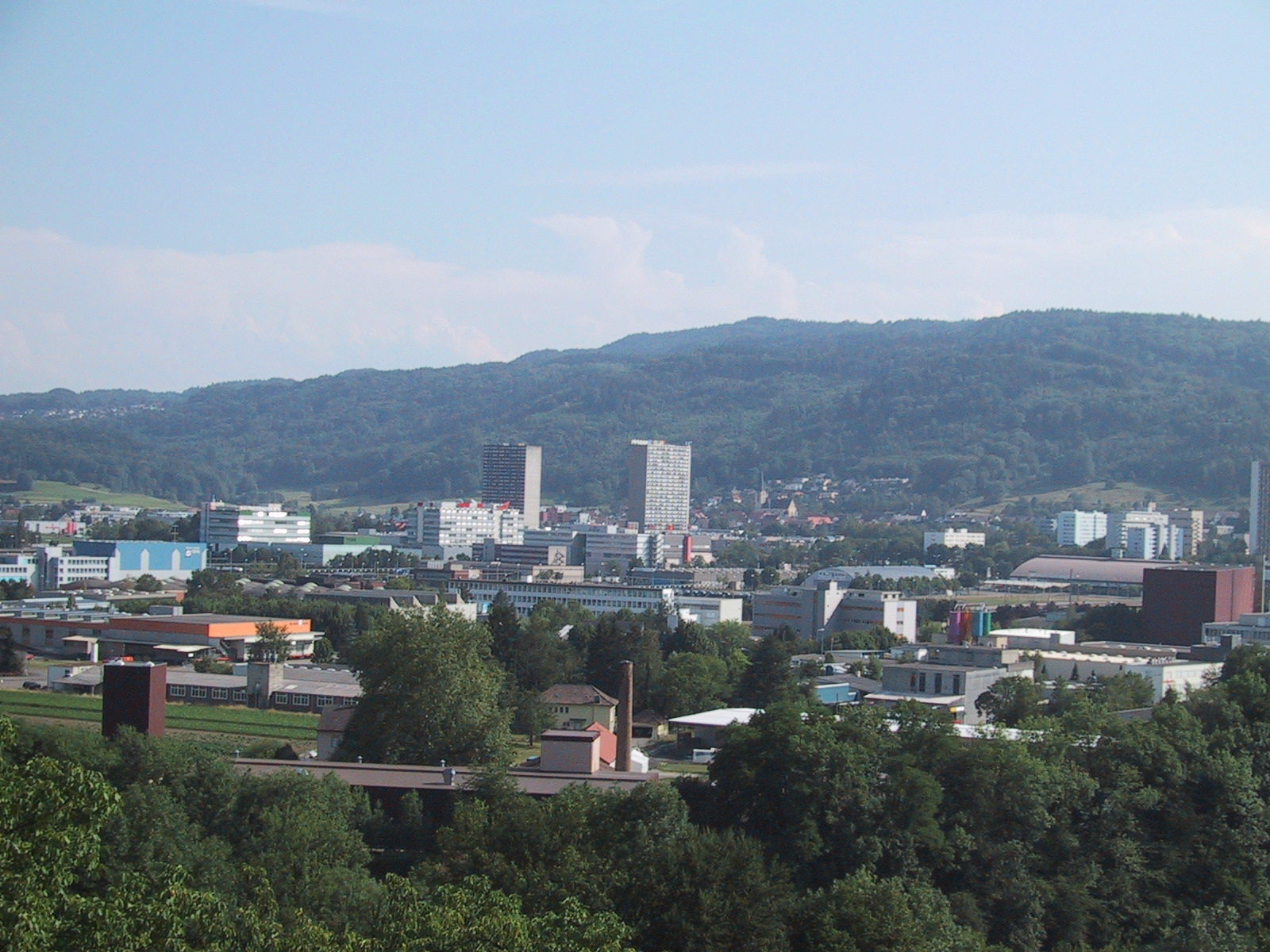
Ansicht von Norden

Am 9. August 1847 nahm die erste Eisenbahnlinie der Schweiz, die Schweizerische Nordbahn zwischen Zürich und Baden, ihren Betrieb auf. Die Spreitenbacher setzten sich für eine Linienführung weit abseits des Dorfes ein, da sie nachteilige Auswirkungen auf die Landwirtschaft befürchteten. Aus diesem Grund steht der nächste Bahnhof noch heute im benachbarten Killwangen, obwohl diese Gemeinde rund sieben Mal weniger Einwohner hat. Zwei kurze Stollen gaben insgesamt 8 Tonnen Molassekohle her, bevor der Abbau im 19. Jahrhundert endete. Die Industrialisierung begann, relativ spät, im Jahr 1862 mit der Eröffnung einer Baumwollspinnerei.
Spreitenbach war bis Mitte der 1950er Jahre ein Bauerndorf mit einigen kleinen Gewerbebetrieben und einem Segelflugplatz. Doch dann setzte ein Bauboom ein, der seinesgleichen sucht. Da im Kanton Zürich damals ein Konkubinatsverbot herrschte, stieg die Nachfrage nach Wohnraum im Kanton Aargau und insbesondere in Spreitenbach markant an. Die allgemeine Wohnungsnot aufgrund des starken Bevölkerungswachstums verstärkte diese Entwicklung zusätzlich. Auf dem Reissbrett wurde «Neu-Spreitenbach» entworfen und danach teilweise in die Realität umgesetzt. Geplant war eine Satellitenstadt. Es entstanden Hochhaussiedlungen sowie ausgedehnte Gewerbe- und Industriezonen. Mitte der 1960er Jahre gingen die Planer von einer Bevölkerung von 35'000 Einwohnern und 20'000 Arbeitsplätzen im Endausbau aus. Aufgrund der Ölkrise und der anschliessenden Wirtschaftsflaute in den 1970er Jahren konnten die Visionen nur zum Teil umgesetzt werden. 1981 trat ein neuer Bauzonenplan in Kraft, der eine weniger dichte Besiedlung sowie die Abkehr vom Hochhausbau zur Folge hatte.
1970 wurde das erste Einkaufszentrum der Schweiz im Stile einer amerikanischen Shopping Mall eröffnet, das Shopping Center Spreitenbach. Daneben entstanden erste Hochhäuser. 1974 folgte ein zweites grösseres Einkaufszentrum, das Tivoli. Die beiden Einkaufszentren sind seit 2001 verschmolzen und treten seit 2010 als Shoppi Tivoli auf. Spreitenbach galt lange als Musterbeispiel für die ungebremste Zersiedelung des Schweizer Mittellands im 20. Jahrhundert. Seit 1960 hat sich die Bevölkerungszahl der Gemeinde mehr als versechsfacht. Kaum eine andere Gemeinde im Kanton Aargau hatte ein derart grosses Wachstum zu verzeichnen.

## Sehenswürdigkeiten
Folgende Gebäude stehen unter Heimat-, beziehungsweise Kulturgüterschutz:
- Katholische Kirche Cosmas und Damian, neue römisch-katholische Kirche
- Alte paritätische Kirche, evangelisch-reformierte Dorfkirche
- Kirchenzentrum Hasel, mit dem evangelisch-reformierten Kirchgemeindehaus
- ehemaliges katholisches Pfarrhaus, Ratzengasse 10
- ehemaliges katholisches Schulhaus, Ratzengasse 16
- Speicher aus dem 16. Jahrhundert, heute Ortsmuseum[12]

Als Besonderheit trägt die alte paritätische, nun reformierte Kirche weiterhin auf dem Kirchturm ein Kreuz, während die neue römisch-katholische Kirche auf dem Kirchturm einen Hahn trägt. Der Bruno Weber Skulpturenpark des Bildhauers Bruno Weber befindet sich auf Spreitenbacher Gemeindegebiet, der Haupteingang auf der Grenze zu Dietikon. Deshalb ist in der Regel die Beschreibung über die Zufahrt und Zugang unter Dietikon und nicht unter Spreitenbach zu finden.

## Bilder

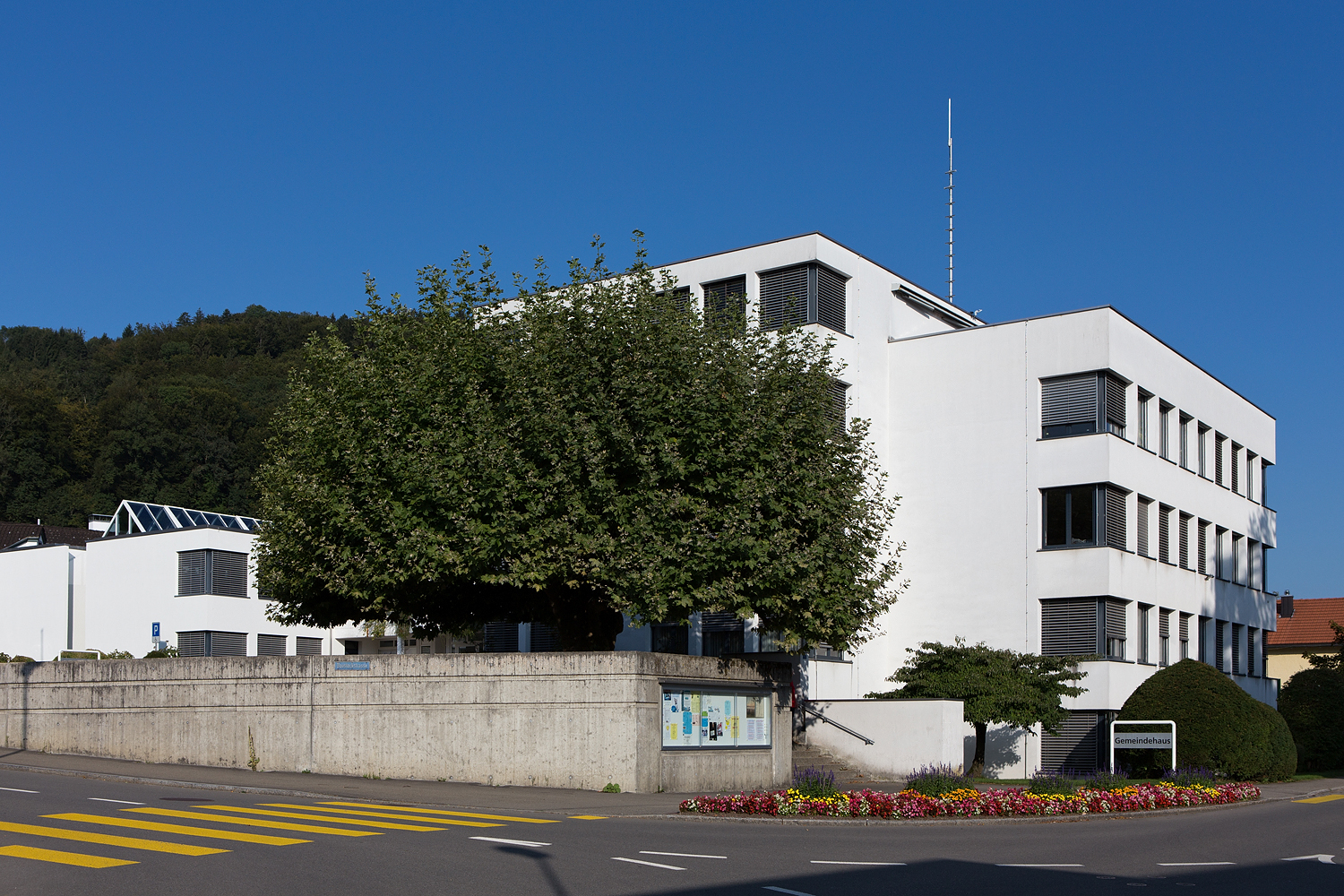
Altes Gemeindehaus
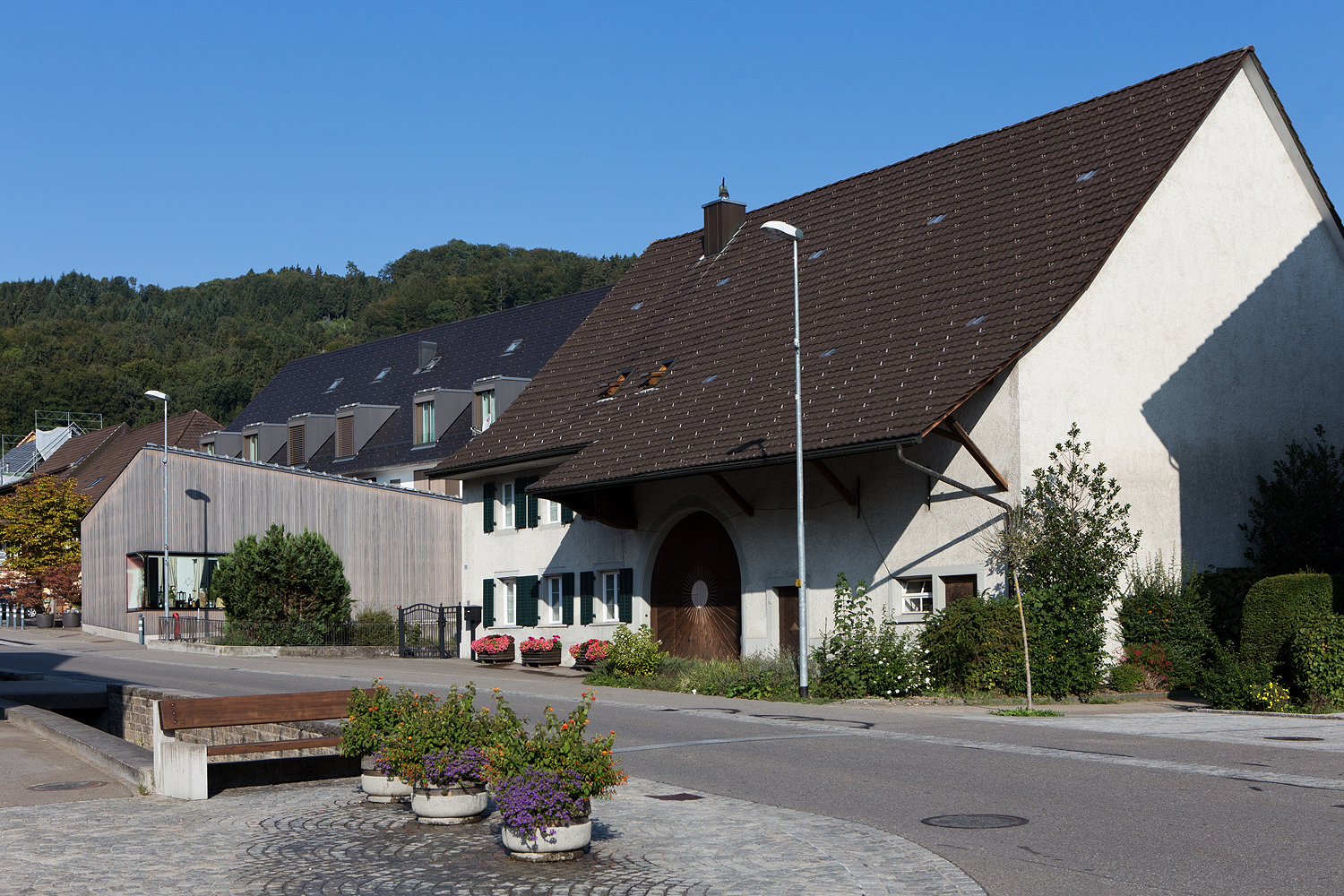
Dorfstrasse
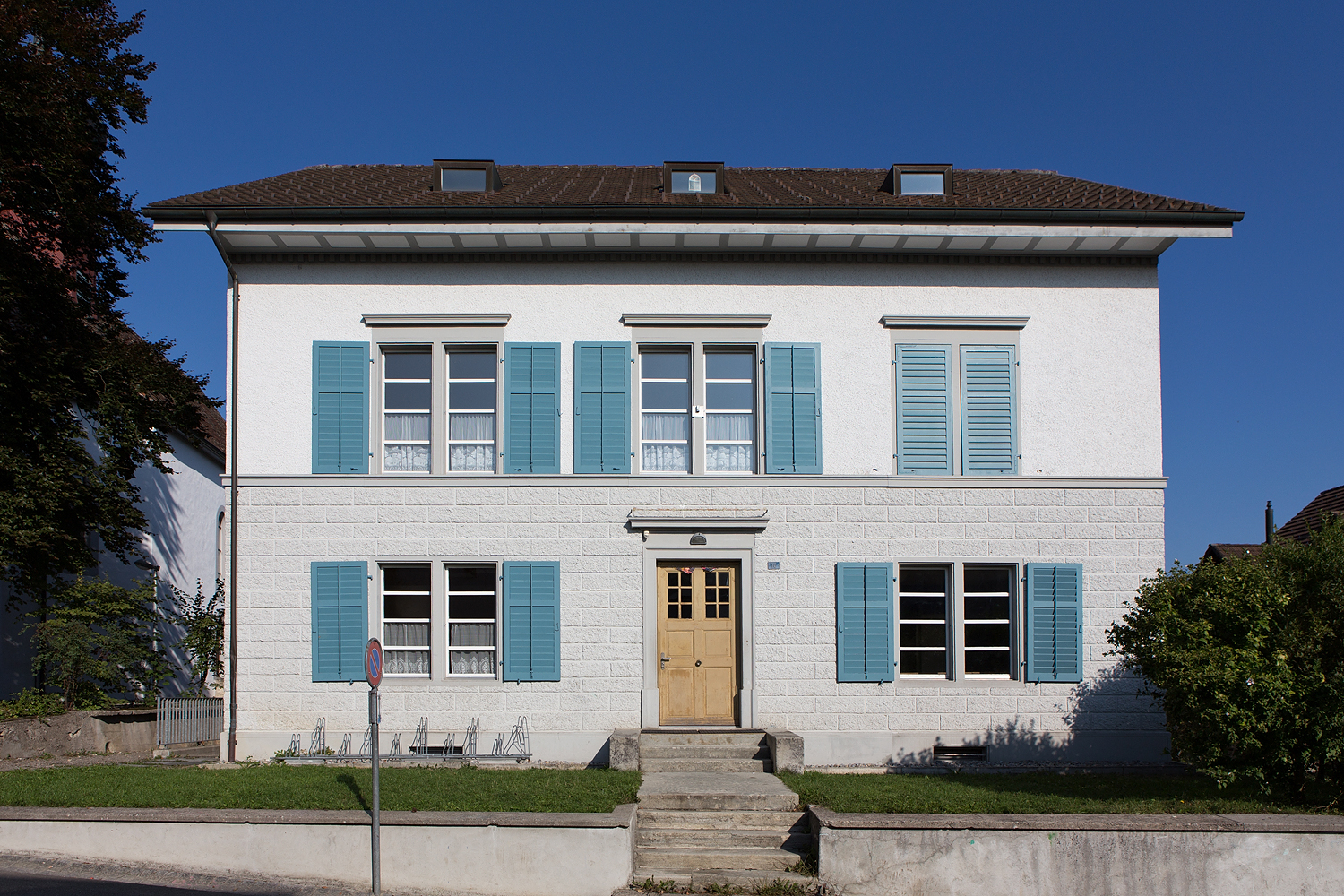
Altes Pfarrhaus
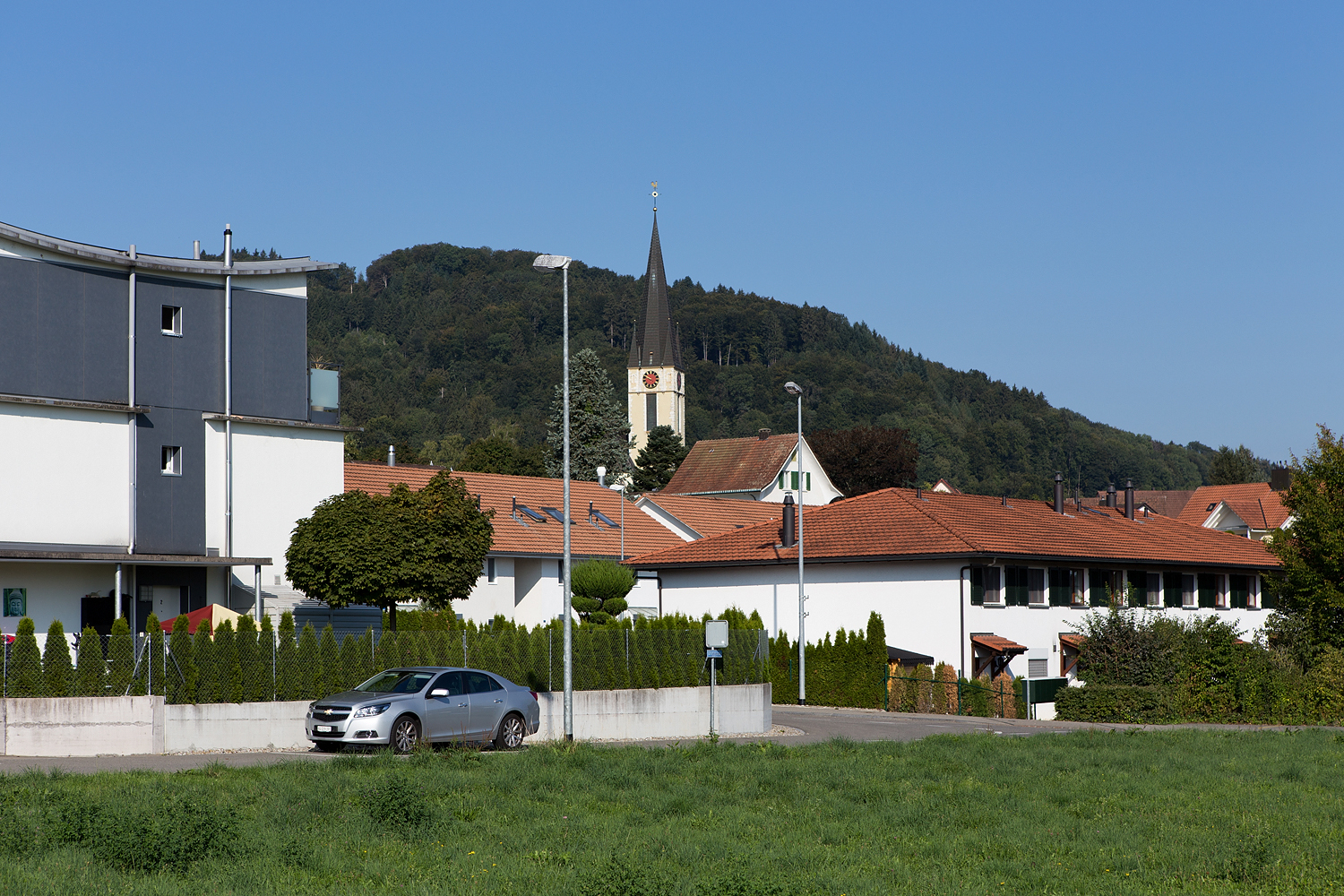
Spitzwiesenstrasse
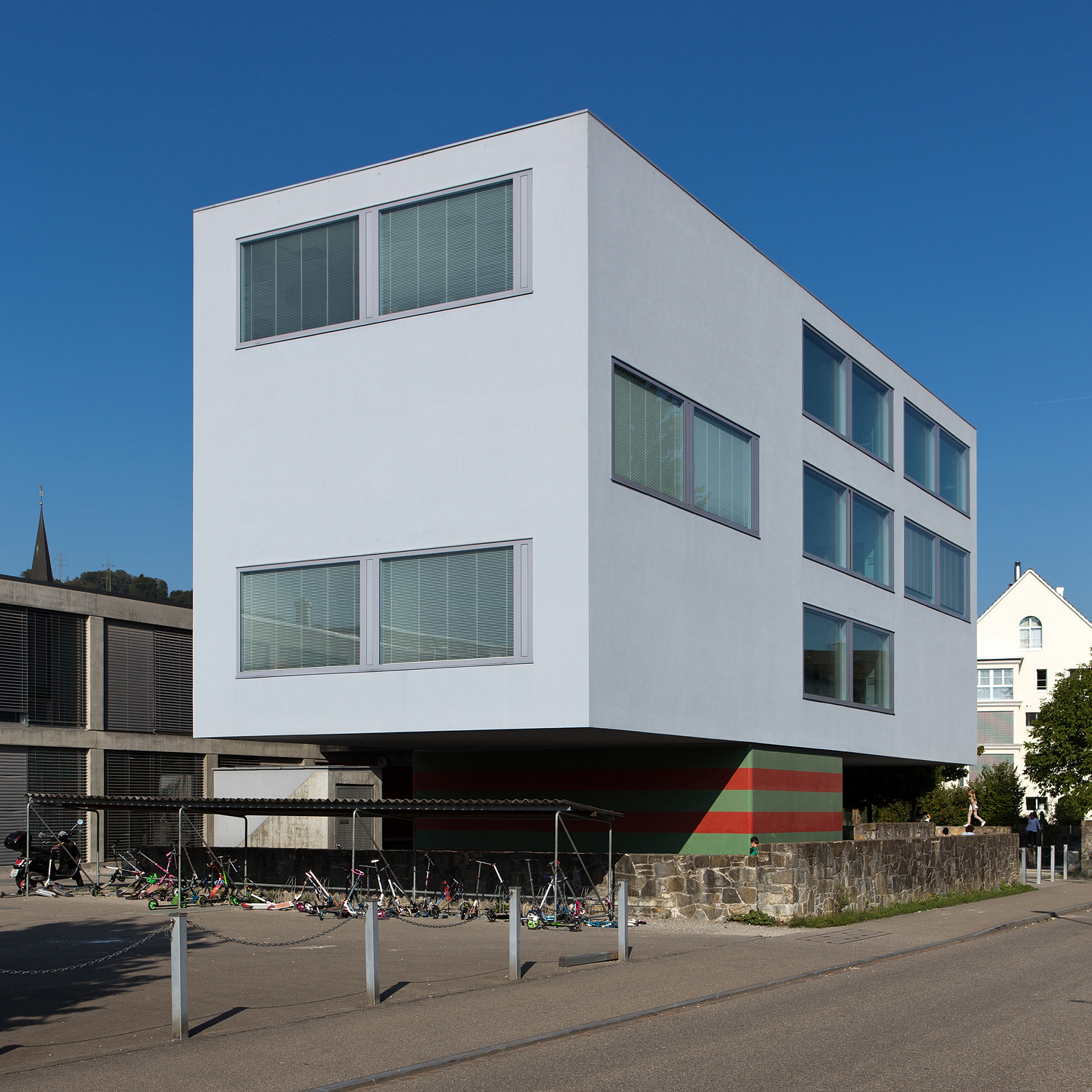
Schulhaus Seefeld
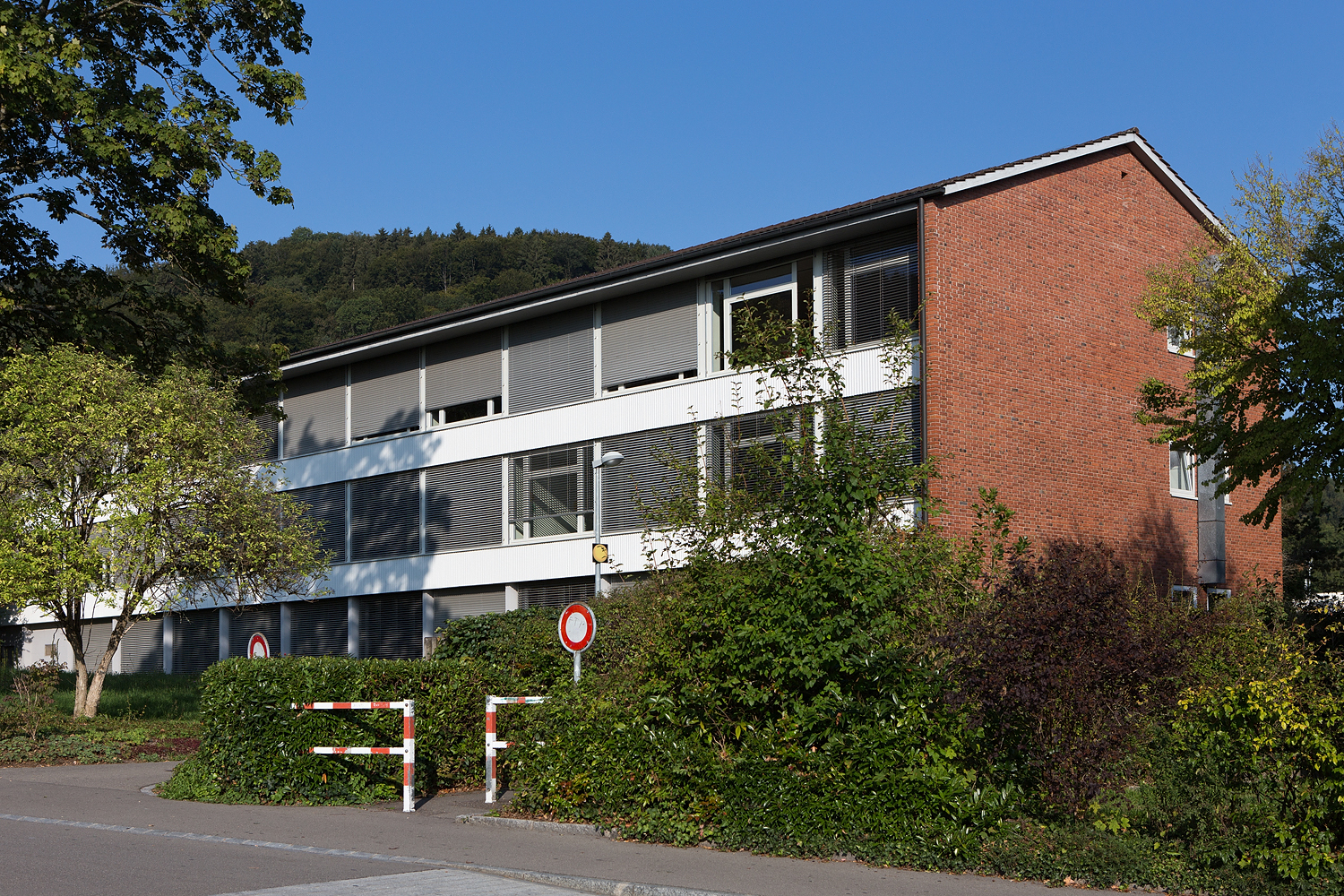
Schulhaus Boostock
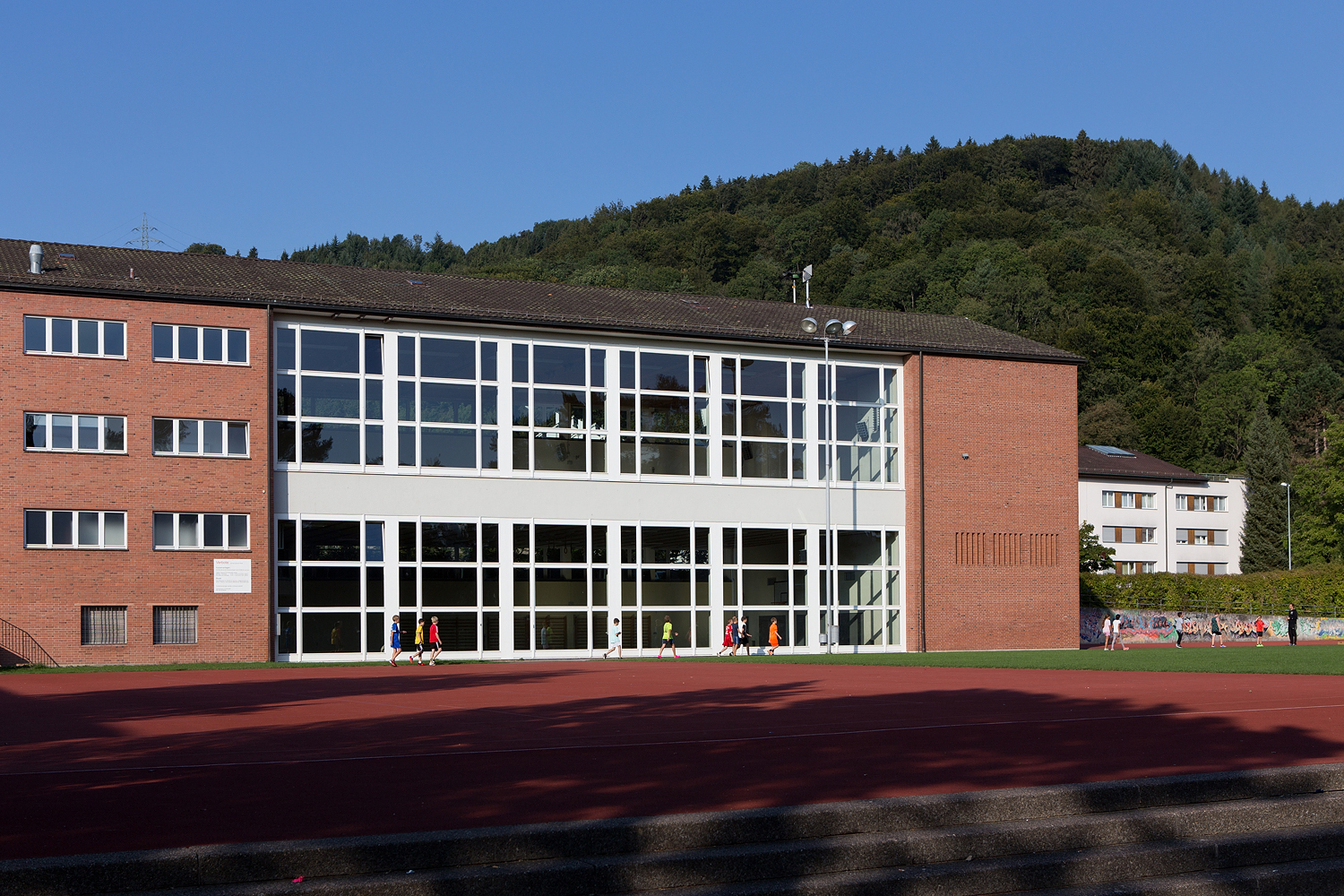
Boostock-Turnhalle
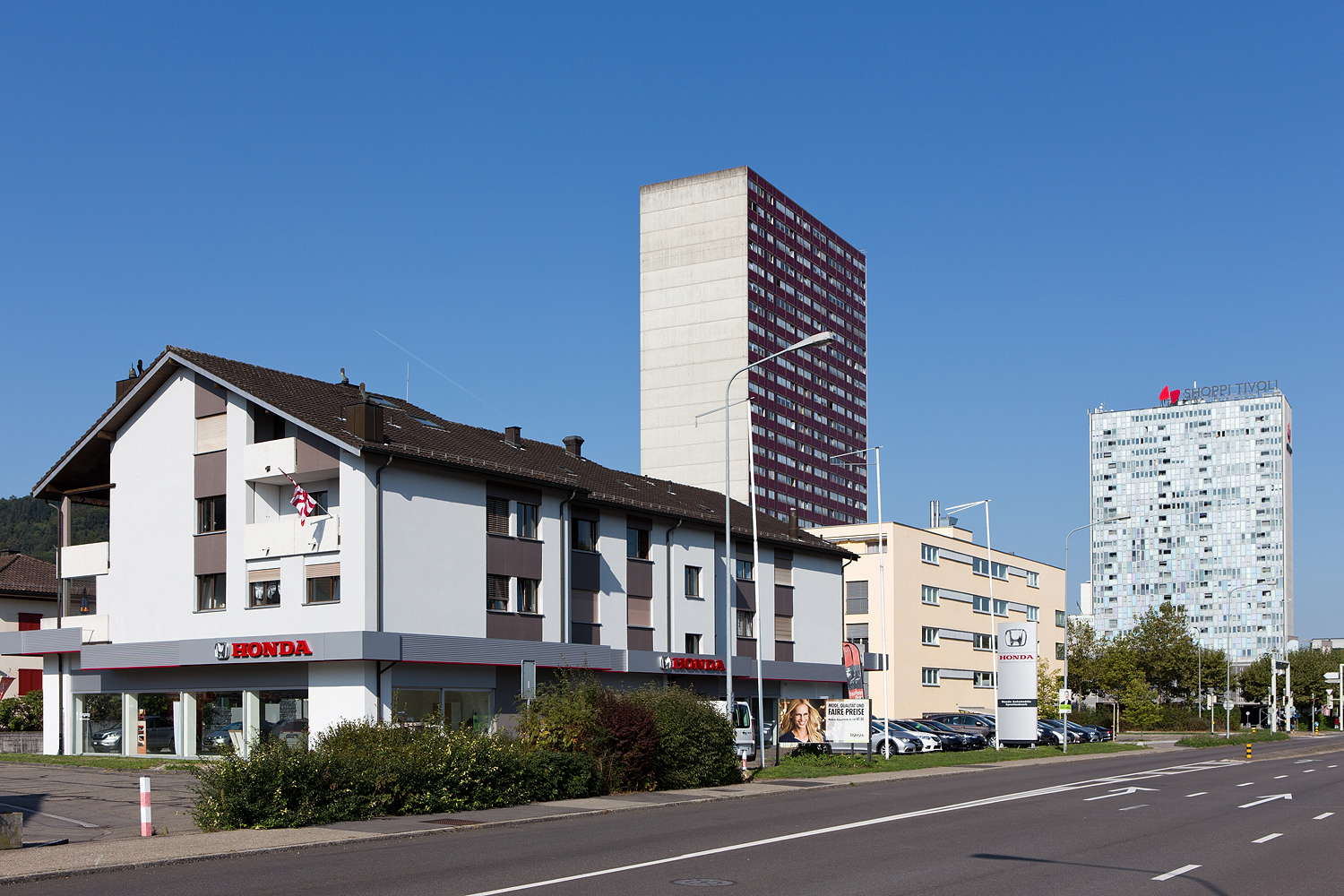
Landstrasse
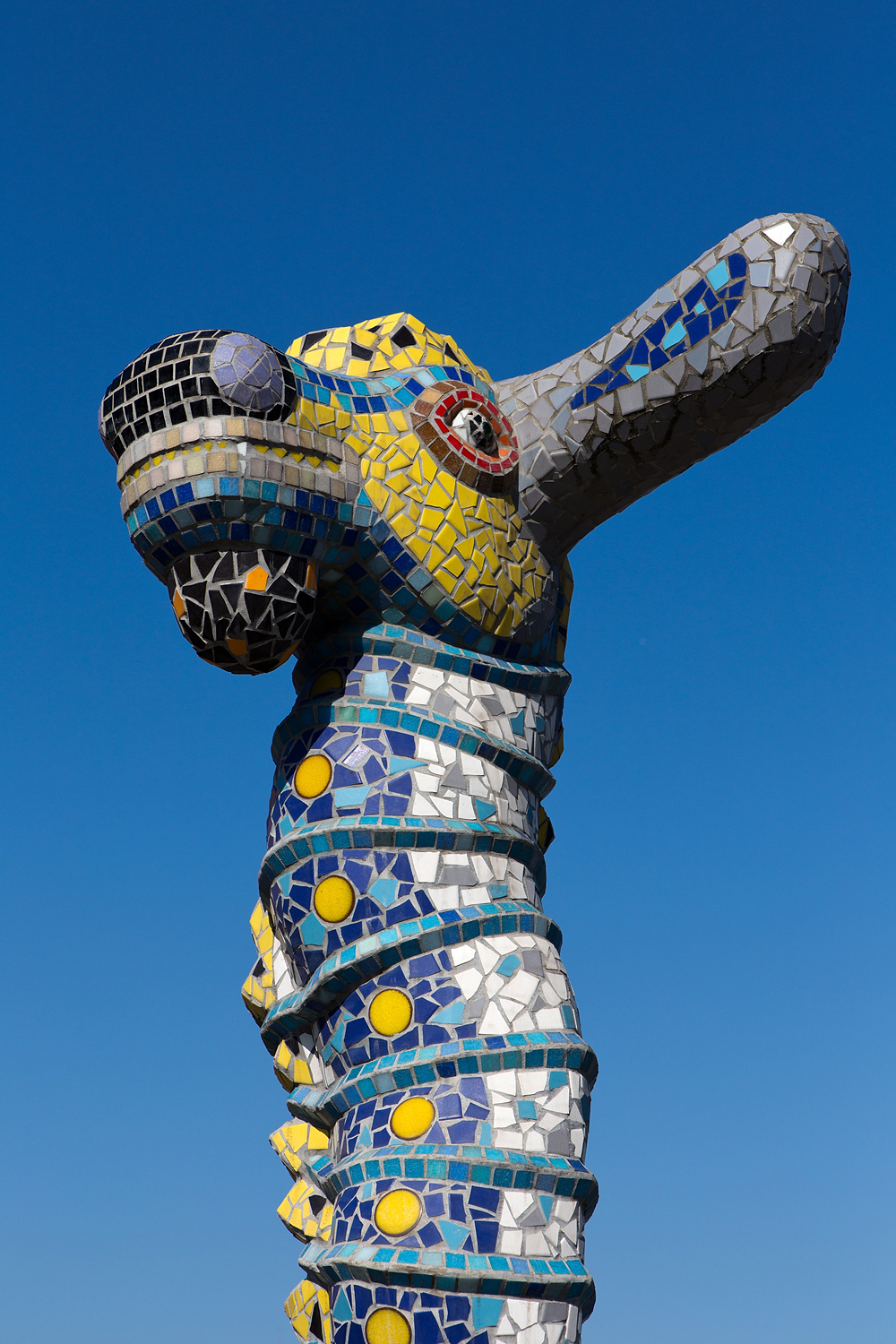
Kreisel-Skulptur von Bruno Weber
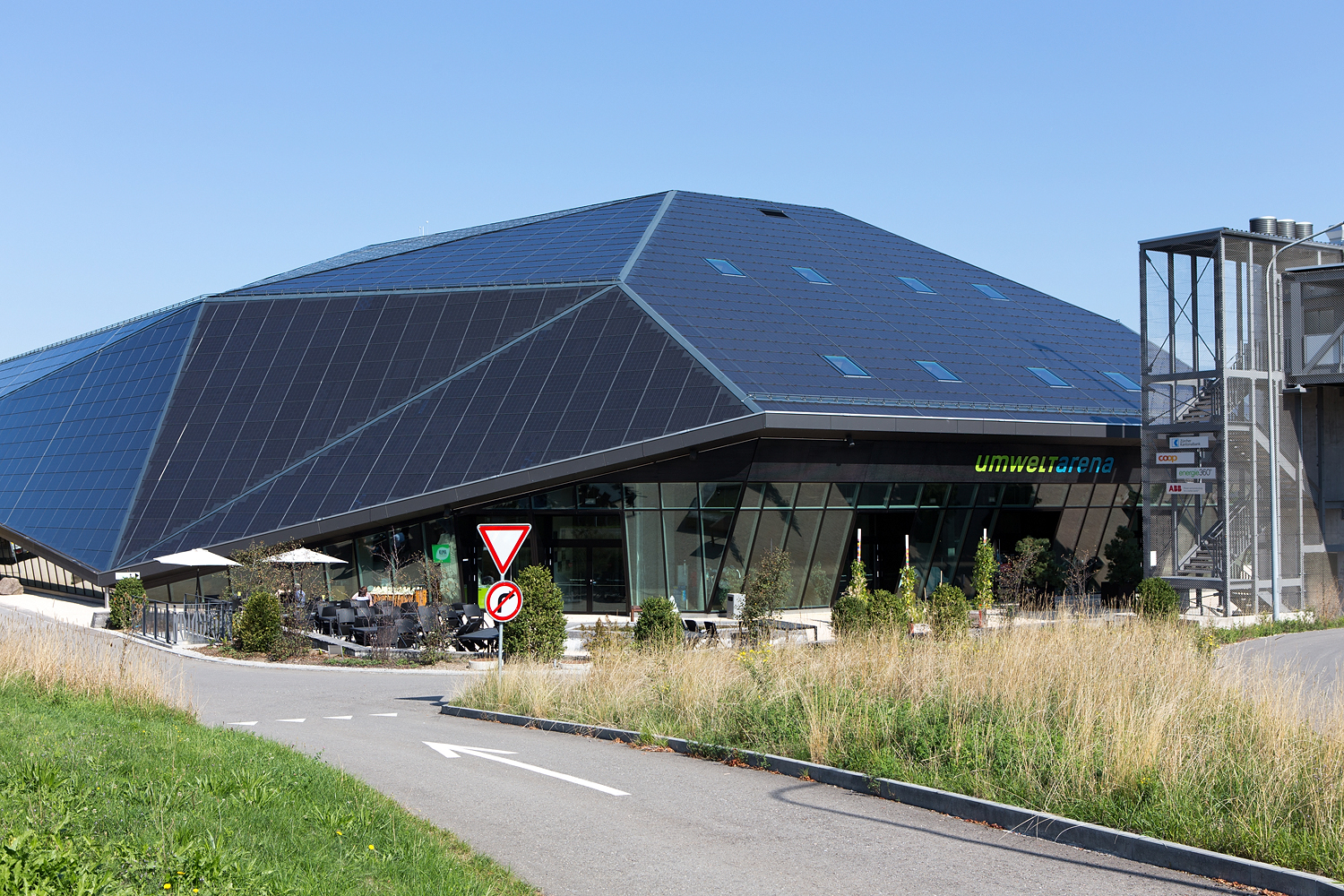
Umweltarena
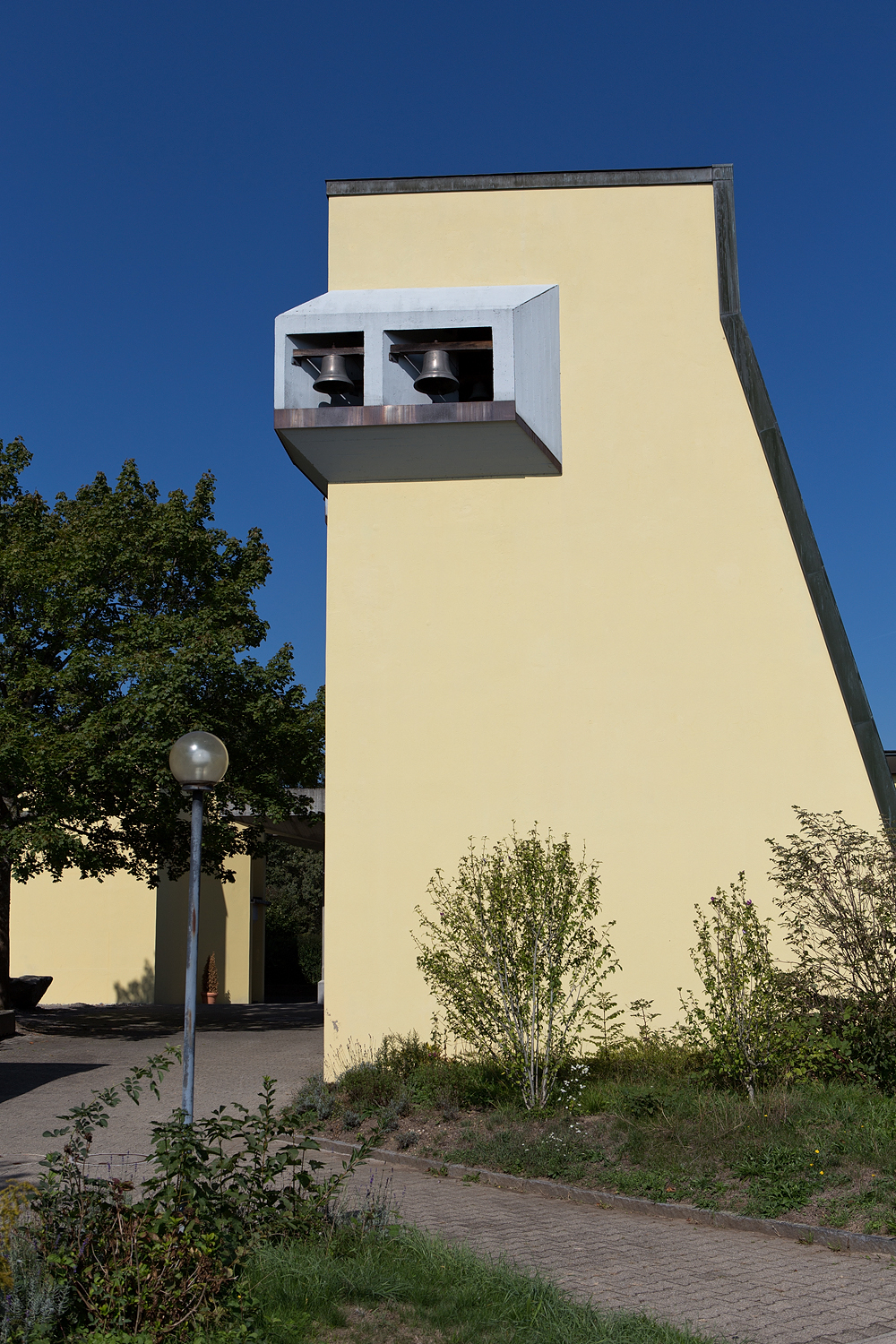
Reformierte Kreuz-Kirche Haslen
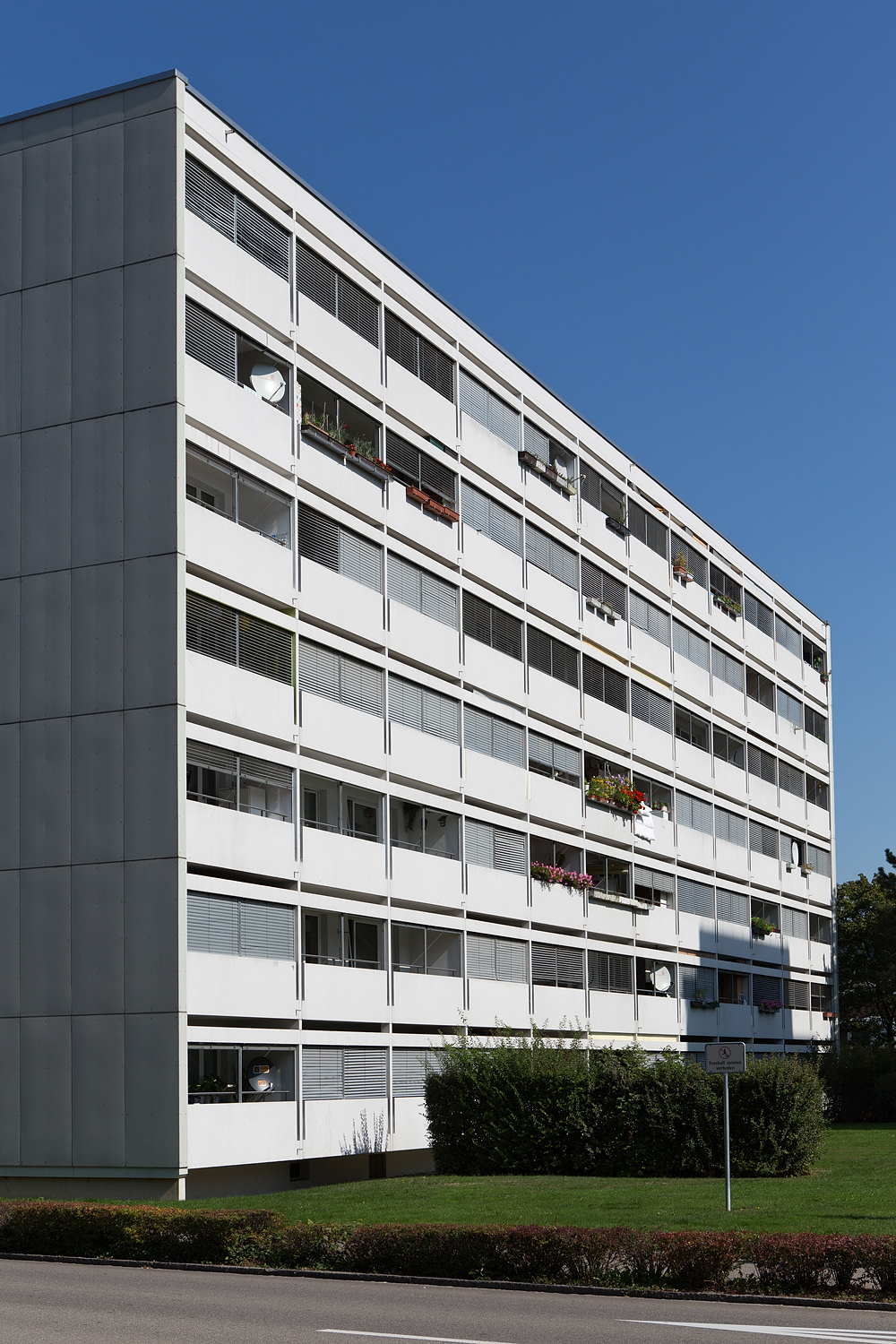
Wohnblock an der Poststrasse

## Wappen
Die Blasonierung des Gemeindewappens lautet: «Geviert von Blau mit gekröntem gelbem Leopardenkopf und von Rot mit sechsstrahligem weissem Stern.» Auf dem Wappen des Gemeindesiegels von 1872 waren eine Linde und eine Tanne abgebildet. Das heute verwendete Wappen geht auf eine Empfehlung des Ortschronisten zurück und wurde nach 1930 eingeführt. Es ist auf der Karte des Kantons Zürich aus dem Jahr 1667 abgebildet. Der Leopardenkopf weist auf die Herren von Schönenwerd hin, der Stern auf das Kloster Wettingen, den früheren Gerichtsherrn.

## Bevölkerung
Die Einwohnerzahlen entwickelten sich wie folgt:
| Jahr      | 1487   | 1780 | 1850 | 1900 | 1930 | 1950 | 1960 | 1970 | 1980 | 1990 | 2000 | 2010   | 2020   |
| Einwohner | ca. 90 | 383  | 669  | 913  | 1064 | 1173 | 1964 | 5978 | 7198 | 8315 | 9127 | 10'927 | 12'126 |

Am 31. Dezember 2023 lebten 12'512 Menschen in Spreitenbach, der Ausländeranteil betrug 51,7 % und ist damit der mit Abstand höchste im Kanton Aargau (mehr als das Doppelte des kantonalen Durchschnitts). Bei der Volkszählung 2015 bezeichneten sich 31,2 % als römisch-katholisch und 10,7 % als reformiert; 58,1 % waren konfessionslos oder gehörten anderen Glaubensrichtungen an. 72,1 % gaben bei der Volkszählung 2000 Deutsch als ihre Hauptsprache an, 7,0 % Italienisch, 6,1 % Serbokroatisch, 4,8 % Albanisch, 2,3 % Türkisch, 1,2 % Spanisch sowie je 1,1 % Französisch und Portugiesisch.

## Politik und Recht
Die Versammlung der Stimmberechtigten, die Gemeindeversammlung, übt die Legislativgewalt aus. Ausführende Behörde ist der fünfköpfige Gemeinderat. Er wird im Majorzverfahren vom Volk gewählt, seine Amtsdauer beträgt vier Jahre. Der Gemeinderat führt und repräsentiert die Gemeinde. Dazu vollzieht er die Beschlüsse der Gemeindeversammlung und die Aufgaben, die ihm vom Kanton zugeteilt wurden. Für Rechtsstreitigkeiten ist in erster Instanz das Bezirksgericht Baden zuständig. Spreitenbach gehört zum Friedensrichterkreis IV (Wettingen).
Bei den Schweizer Parlamentswahlen 2023 betrugen die Wähleranteile in Spreitenbach: SVP 38,1 % (+2,8 %), SP 18,5 % (−1,4 %), Mitte 14,7 % (+1,6 %), FDP 12,0 % (+1,7 %), GLP 5,6 % (−2,5 %), Grüne 5,3 % (−2,2 %), EVP 2,3 % (−0,2 %).
Spreitenbach führte 1974 den Einwohnerrat ein, schaffte diesen aber 1985 wieder ab und kehrte zur «ordentlichen Gemeindeorganisation» mit Gemeindeversammlung zurück.
Seit 1988 besteht eine Partnerschaft zwischen Spreitenbach und der italienischen Stadt Bra in der Provinz Cuneo.

## Wirtschaft

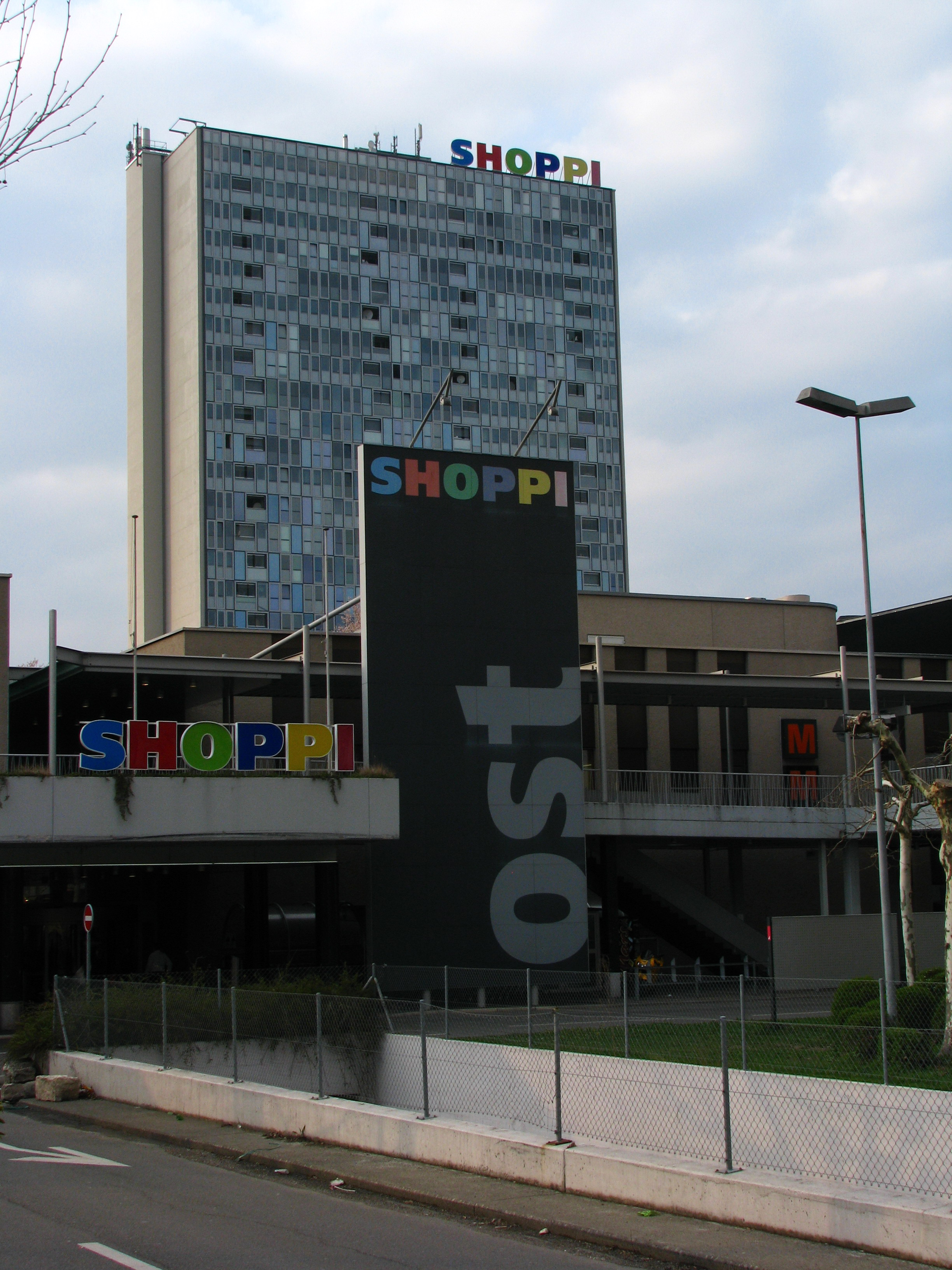
Shoppi Spreitenbach

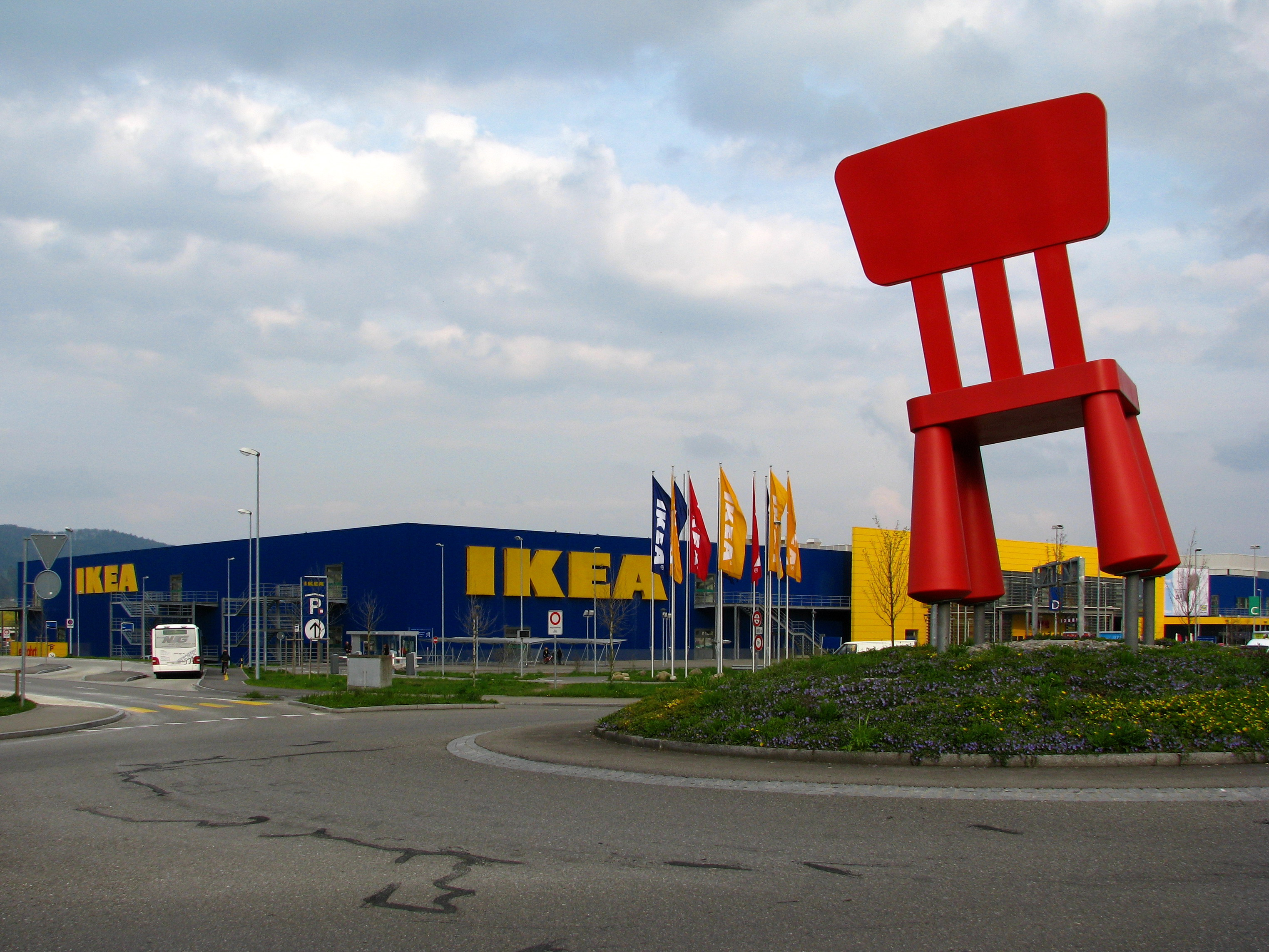
IKEA-Möbelhaus

Spreitenbach ist aufgrund seiner hervorragenden verkehrstechnischen Lage im Westen der Agglomeration Zürich ein bedeutender Wirtschaftsstandort. Gemäss der im Jahr 2019 erhobenen Statistik der Unternehmensstruktur (STATENT) gibt es 8'606 Arbeitsplätze, davon 2 % in der Landwirtschaft, 14 % in der Industrie und 84 % im Dienstleistungsbereich.
Zahlreiche namhafte Firmen haben sich hier niedergelassen. Die bekanntesten sind Zweifel (Kartoffelchips), Bridgestone (Autoreifen), Soprema (Abdichtung und Dämmstoffe), Nestlé (Nahrungsmittel), Miele (Haushaltsgeräte), Chiquita (Bananenproduzent), die zu Coop gehörende Coop.ch (Onlinehandel), Fromm AG (Verpackungsmaschinen), Check Point Software Technologies (Informatik), ITRIS (Medizintechnik- und IT-Dienstleistung) sowie die beiden Heiztechnikhersteller Viessmann und Buderus. Das grosse Einkaufszentrum Shoppi Tivoli sowie das Möbelhaus IKEA (dessen 1973 eröffnete Filiale die erste ausserhalb Skandinaviens war) bilden das Rückgrat der Dienstleistungsbranche.
2008 erhielt die Gemeinde Spreitenbach das Label «energiestadt» verliehen. 2012 wurde die Umwelt Arena eröffnet, ein Ausstellungs- und Veranstaltungsgebäude für Umwelttechnologie.

## Verkehr
Die Gemeinde liegt an der vielbefahrenen Hauptstrasse 3 von Zürich nach Baden. Der Anschluss Dietikon der Autobahn A1 liegt zwei Kilometer östlich des Dorfes. 2008 erhielt Spreitenbach einen eigenen Halbanschluss, der aber nur von und in Fahrtrichtung Bern befahrbar ist.

### Bahnverkehr
Durch Spreitenbach führt die Eisenbahnstrecke durch das Limmattal, die sich bei Killwangen in die Linien nach Baden und Basel bzw. nach Aarau und Bern (mit dem Heitersbergtunnel) verzweigt. Bei Spreitenbach und im Nachbarort Dietikon entstand um 1978 (Inbetriebnahme letzte Ausbaustufe) der grösste Rangierbahnhof des Landes, der Rangierbahnhof Limmattal. Folgende Züge halten am Bahnhof Killwangen-Spreitenbach:
- S 11 Aarau – Lenzburg – Dietikon – Zürich HB – Stettbach – Winterthur – Seuzach/Sennhof-Kyburg (– Wila)
- S 12 Brugg – Altstetten – Zürich HB – Stettbach – Winterthur – Schaffhausen/Wil

### Nahverkehr
Spreitenbach wird durch mehrere Buslinien erschlossen. Die Linien 2, 4, 10, 11 und N33 (Fr–Sa/Sa–So) werden von der RVBW betrieben. Die Tramlinie 20 wird von Aargau Verkehr betrieben.
- 2 Untersiggenthal – Obersiggenthal – Nussbaumen – Ennetbaden – Baden Bahnhof Ost –  Neuenhof Webermühle – Bahnhof Killwangen-Spreitenbach – Shoppi Tivoli – (IKEA) (Sonntag nur ab/bis Baden Bhf)
- 4 Baden Ruschebach – Baden Bahnhof Ost – Wettingen Bahnhof – Neuenhof Posthorn – Bahnhof Killwangen-Spreitenbach – Shoppi Tivoli – (IKEA) (Mo–Sa)
- 10 Bahnhof Killwangen-Spreitenbach – Spreitenbach Härdlistrasse (Industrie), (nur Mo–Fr zu Hauptverkehrszeiten)
- 11 Würenlos Bahnhof – Bahnhof Killwangen-Spreitenbach, (nur Mo–Fr)
- 20 Bahnhof Zürich Altstetten – Schlieren Geissweid – Bahnhof Dietikon – IKEA – Bahnhof Killwangen-Spreitenbach

### Nachtverkehr
In den Nächten Fr–Sa, Sa–So und Feiertagen ist Spreitenbach am Nachtnetz der RVBW sowie der S-Bahn Zürich angeschlossen.
- 1 Winterthur – Stettbach – Zürich HB – Dietikon – Baden – Brugg – Wildegg – Aarau
- 11 Zürich HB – Dietikon – Mellingen Heitersberg – Lenzburg – Aarau – Schönenwerd – Däniken – Dulliken – Olten
- N33 Baden Bhf Ost – Neuenhof Webermühle – Bahnhof Killwangen-Spreitenbach – Dietikon Bhf (RVBW)

## Bildung
In Spreitenbach gibt es neun Kindergärten und acht Schulhäuser, in denen sämtliche Stufen der obligatorischen Volksschule unterrichtet werden (Primarschule, Realschule, Sekundarschule und Bezirksschule). 
 Die nächstgelegenen Gymnasien sind die Kantonsschule Baden und die Kantonsschule Wettingen.